# Bučanka
Bučanka je zaniklá usedlost v Praze-Nuslích, která se nacházela ve svahu pod Kongresovým centrem. Na jejím místě stojí vila Bělka.

## Historie
Usedlost postavil právník a univerzitní profesor dr. Josef Buček z Heraltic (1741–1821) a založil při ní rozsáhlý sad. Ke třem budovám postaveným kolem podélného dvora otevřeného k jihozápadu patřilo 217 sáhů půdy.
Od 40. let 19. století ji vlastnil Václav Vnouček a roku 1853 ji koupil purkmistr Václav Bělský (1818–1878). Ten dal vedle budov usedlosti postavit novou stavbu s čp. 48 v romantizujícím stylu – vilu Bělku, hospodářský dvůr byl do nově vzniklého areálu včleněn a postupně zanikl.
Zajímavosti
Od vily západním směrem za schodištěm jsou dochovány zbytky terasovité zahrady.